# Campeonato mundial junior de hockey patines masculino de 2003
El III Campeonato mundial Sub 20 de hockey sobre patines masculino se celebró en Uruguay en 2003, con la participación de nueve Selecciones nacionales masculinas de hockey patines de categoría Junior, es decir, compuestas exclusivamente por jugadores menores de veinte años, todas ellas participantes por libre inscripción. Todos los partidos se disputaron en la ciudad de Montevideo.

## Participantes
No se inscribieron varias de las principales selecciones europeas, como España, Italia, Alemania o Suiza. La selección de Brasil se inscribió inicialmente pero no se presentó a disputar el campeonato.

## Clasificación final
| Posición | Selección      |
| -------- | -------------- |
|          | Portugal       |
|          | Argentina      |
|          | Francia        |
| 4        | Inglaterra     |
| 5        | Colombia       |
| 6        | Uruguay        |
| 7        | Estados Unidos |
| 8        | Australia      |
| 9        | Nueva Zelanda  |
| -        | Brasil         |

| Campeones del Mundo 2003 |
| ------------------------ |
| PORTUGAL 1er título      |

| Predecesor: Campeonato Mundial Junior 2002 | Campeonato mundial junior de hockey patines 2003 | Sucesor: Campeonato Mundial Junior 2005 |

- Datos: Q606112